# Novabrasil Mantiqueira
Novabrasil Mantiqueira é uma estação de rádio brasileira sediada em Andradas, cidade do estado de Minas Gerais. Opera no dial FM 100,5 MHz, migrante da AM 900 kHz e é afiliada à Novabrasil. Pertence à Organização Vicente Sales, que controla na cidade a Nativa FM Poços de Caldas e a TV Andradas. Seus estúdios estão localizados no bairro Jardim Nova Andradas, em Andradas, e seu sistema irradiante está localizado na BR-146.

## História
A Rádio Vinícola deu início às suas primeiras transmissões experimentais em 12 de dezembro de 1985. Após receber a autorização do Ministério das Comunicações, foi oficialmente inaugurada por José Vicente Sales no dia do aniversário de 96 anos da cidade de Andradas, comemorado em 22 de fevereiro de 1986. Foi o primeiro veículo de radiodifusão a ser criado no município. Dois anos após sua fundação, a Rádio Vinícola muda de sede para o Jardim Nova Andradas, passando a dispor de um prédio próprio.
Em outubro de 2009, a Rádio Vinícola afilia-se à Rádio Aparecida, em associação com a Rede Católica de Rádio. Em 16 de outubro, a convite do então diretor da emissora, Elias Batista, a imagem peregrina de Nossa Senhora de Aparecida chega até a cidade de Andradas, levada pela equipe do diretor da Rádio Aparecida, Padre Inácio de Medeiros.
Em comemoração aos 25 anos de fundação da emissora, a Organização Vicente Sales realizou um show com a apresentação de 18 atrações em 17 de fevereiro de 2011, no Clube Rio Branco.
Em 21 de julho de 2012, falece, aos 91 anos, o fundador da emissora e da Organização Vicente Sales, José Vicente Sales.
Em 6 de setembro de 2023, a Rádio Vinícola concluiu o processo de migração AM-FM, passando a transmitir sua programação na frequência FM 100,5 MHz. Em 15 de janeiro de 2024, a 100.5 FM passa a ser afiliada da Novabrasil, passando a se chamar Novabrasil FM Mantiqueira, em referência à região que o sinal da rádio abrange, a Serra da Mantiqueira. Em 2025, a rádio passa a se chamar Novabrasil Mantiqueira.